# Bláfjall (berg i Austurland)
Bláfjall är ett berg i republiken Island. Det ligger i regionen Austurland, 400 km öster om huvudstaden Reykjavík. Toppen på Bláfjall är 827 meter över havet.
Trakten runt Bláfjall är nära nog obefolkad, med mindre än två invånare per kvadratkilometer. Närmaste större samhälle är Vopnafjörður, omkring 15 kilometer nordväst om Bláfjall. Trakten runt Bláfjall består i huvudsak av gräsmarker.